# Kiden
Kiden (auch: Kilommwan) ist ein Motu im Westen des Arno-Atolls der pazifischen Inselrepublik Marshallinseln.

## Geographie
Kiden ist eine der nördlichsten Motus in der Kette von Arno, Aneloklab Anedoul, Eniairik, und Ulien, sowie weiteren kleinen Motus, die den Ostrand der Arno Main Lagoon bilden.